# Giro della Bassa Sassonia 2006
Il Giro della Bassa Sassonia 2006, trentesima edizione della corsa, si svolse in cinque tappe dal 19 al 23 aprile 2006 per un percorso di 899,1 km. Fu vinto dall'italiano Alessandro Petacchi, che terminò la gara in 21h 20' 32".

## Tappe
| Tappa  | Data      | Percorso                       | km    | Vincitore di tappa  | Leader cl. generale |
| ------ | --------- | ------------------------------ | ----- | ------------------- | ------------------- |
| 1ª     | 19 aprile | Winsen > Nienburg              | 171,9 | Alessandro Petacchi | Alessandro Petacchi |
| 2ª     | 20 aprile | Nienburg > Bückeburg           | 174,1 | Alessandro Petacchi | Alessandro Petacchi |
| 3ª     | 21 aprile | Bückeburg > Rheda-Wiendenbruck | 184,8 | Alessandro Petacchi | Alessandro Petacchi |
| 4ª     | 22 aprile | Rheda-Wiedenbrück > Duderstadt | 196,9 | Alessandro Petacchi | Alessandro Petacchi |
| 5ª     | 23 aprile | Duderstadt > Gottinga          | 171,4 | Alessandro Petacchi | Alessandro Petacchi |
| Totale | Totale    | Totale                         | 899,1 |                     |                     |

## Squadre partecipanti
| N.    | Cod. | Squadra                 |
| ----- | ---- | ----------------------- |
| 11-18 | GST  | Gerolsteiner            |
| 21-28 | RAB  | Rabobank                |
| 31-38 | TMO  | T-Mobile Team           |
| 41-48 | MRM  | Team Milram             |
| 51-58 | WIE  | Team Wiesenhof-AKUD     |
| 61-68 | NSM  | Naturino-Sapore di Mare |
| 71-78 | SKS  | Skil-Shimano            |

| N.      | Cod. | Squadra                        |
| ------- | ---- | ------------------------------ |
| 81-88   | INT  | Intel-Action                   |
| 91-98   | TLM  | Team Lamonta                   |
| 101-108 | TRS  | Team Regiostrom-Senges         |
| 111-118 | TSP  | Team Sparkasse                 |
| 121-128 | TET  | Thüringer Energie Team         |
| 131-138 | HVH  | Heinz von Heiden Team Hannover |
| 141-148 | DEU  | Nationalteam Deutschland Bahn  |

## Dettagli delle tappe

### 1ª tappa
- 19 aprile: Winsen > Nienburg  – 171,9 km

Risultati
| Pos. | Corridore           | Squadra      | Tempo    |
| ---- | ------------------- | ------------ | -------- |
| 1    | Alessandro Petacchi | Team Milram  | 4h16'39" |
| 2    | Danilo Hondo        | Team Lamonta | s.t.     |
| 3    | Graeme Brown        | Rabobank     | s.t.     |

### 2ª tappa
- 20 aprile: Nienburg > Bückeburg  – 174,1 km

Risultati
| Pos. | Corridore           | Squadra      | Tempo    |
| ---- | ------------------- | ------------ | -------- |
| 1    | Alessandro Petacchi | Team Milram  | 4h11'26" |
| 2    | Graeme Brown        | Rabobank     | s.t.     |
| 3    | Peter Wrolich       | Gerolsteiner | s.t.     |

### 3ª tappa
- 21 aprile: Bückeburg > Rheda-Wiendenbruck  – 184,8 km

Risultati
| Pos. | Corridore           | Squadra      | Tempo    |
| ---- | ------------------- | ------------ | -------- |
| 1    | Alessandro Petacchi | Team Milram  | 4h07'33" |
| 2    | Danilo Hondo        | Team Lamonta | s.t.     |
| 3    | Robert Förster      | Gerolsteiner | s.t.     |

### 4ª tappa
- 22 aprile: Rheda-Wiedenbrück > Duderstadt  – 196,9 km

Risultati
| Pos. | Corridore           | Squadra      | Tempo    |
| ---- | ------------------- | ------------ | -------- |
| 1    | Alessandro Petacchi | Team Milram  | 4h31'54" |
| 2    | Graeme Brown        | Rabobank     | s.t.     |
| 3    | Danilo Hondo        | Team Lamonta | s.t.     |

### 5ª tappa
- 23 aprile: Duderstadt > Gottinga  – 171,4 km

Risultati
| Pos. | Corridore           | Squadra     | Tempo    |
| ---- | ------------------- | ----------- | -------- |
| 1    | Alessandro Petacchi | Team Milram | 4h13'50" |
| 2    | Elia Rigotto        | Team Milram | s.t.     |
| 3    | Marcel Sieberg      | Wiesenhof   | s.t.     |

## Classifiche finali

### Classifica generale
| Pos. | Corridore           | Squadra       | Tempo     |
| ---- | ------------------- | ------------- | --------- |
| 1    | Alessandro Petacchi | Team Milram   | 21h20'32" |
| 2    | Danilo Hondo        | Team Lamonta  | a 34"     |
| 3    | Mathew Hayman       | Rabobank      | a 46"     |
| 4    | Peter Wrolich       | Gerolsteiner  | a 48"     |
| 5    | Sebastian Lang      | Gerolsteiner  | a 49"     |
| 6    | Stephan Schreck     | T-Mobile Team | a 50"     |
| 7    | David Kopp          | Gerolsteiner  | a 51"     |
| 8    | Gerald Ciolek       | Wiesenhof     | a 52"     |
| 9    | Massimiliano Mori   | Naturino      | s.t.      |
| 10   | Elnathan Heizmann   | Regiostrom    | s.t.      |

### Classifica scalatori
| Pos. | Corridore           | Squadra      | Punti |
| ---- | ------------------- | ------------ | ----- |
| 1    | Wolfram Wiese       | Regiostrom   | 20    |
| 2    | Björn Papstein      | Team Lamonta | 12    |
| 3    | Sebastian Langeveld | Skil-Shimano | 6     |

### Classifica sprint
| Pos. | Corridore           | Squadra      | Punti |
| ---- | ------------------- | ------------ | ----- |
| 1    | Alessandro Petacchi | Team Milram  | 75    |
| 2    | Danilo Hondo        | Team Lamonta | 65    |
| 3    | Graeme Brown        | Rabobank     | 55    |

### Classifica giovani
| Pos. | Corridore           | Squadra      | Tempo     |
| ---- | ------------------- | ------------ | --------- |
| 1    | Gerald Ciolek       | Wiesenhof    | 21h21'24" |
| 2    | Marc de Maar        | Rabobank     | s.t.      |
| 3    | Sebastian Langeveld | Skil-Shimano | a 9"      |

### Classifica a squadre
| Pos. | Squadra           | Tempo     |
| ---- | ----------------- | --------- |
| 1    | Rabobank          | 64h04'20" |
| 2    | Team Gerolsteiner | s.t.      |
| 3    | Team Lamonta      | s.t.      |